# Chlorophytum triflorum
Chlorophytum triflorum är en sparrisväxtart som först beskrevs av William Aiton, och fick sitt nu gällande namn av Carl Sigismund Kunth. Chlorophytum triflorum ingår i släktet ampelliljor, och familjen sparrisväxter. Inga underarter finns listade i Catalogue of Life.